# 田思迁
田思迁，北宋初年西南溪峒蛮族大姓豪富，下溪州领主。
宋太祖乾德三年（965年）七月，珍州刺史田景迁归附宋朝。十二月，因五溪团练使、洽州刺史田处崇之请，以溪州充五溪团练使。乾德四年（966年），南州进铜鼓内附，田思迁与南州一起内附，向宋朝进贡铜鼓、虎皮、麝脐。授田思迁为下溪州刺史，世领其地。乾德五年（967年）冬，以溪州团练使彭允足为濮州牢城都指挥使，溪州义军都指挥使彭允贤为卫州牢城都指挥使，珍州录事参军田思晓为博州牢城都指挥使。